# Nightcore

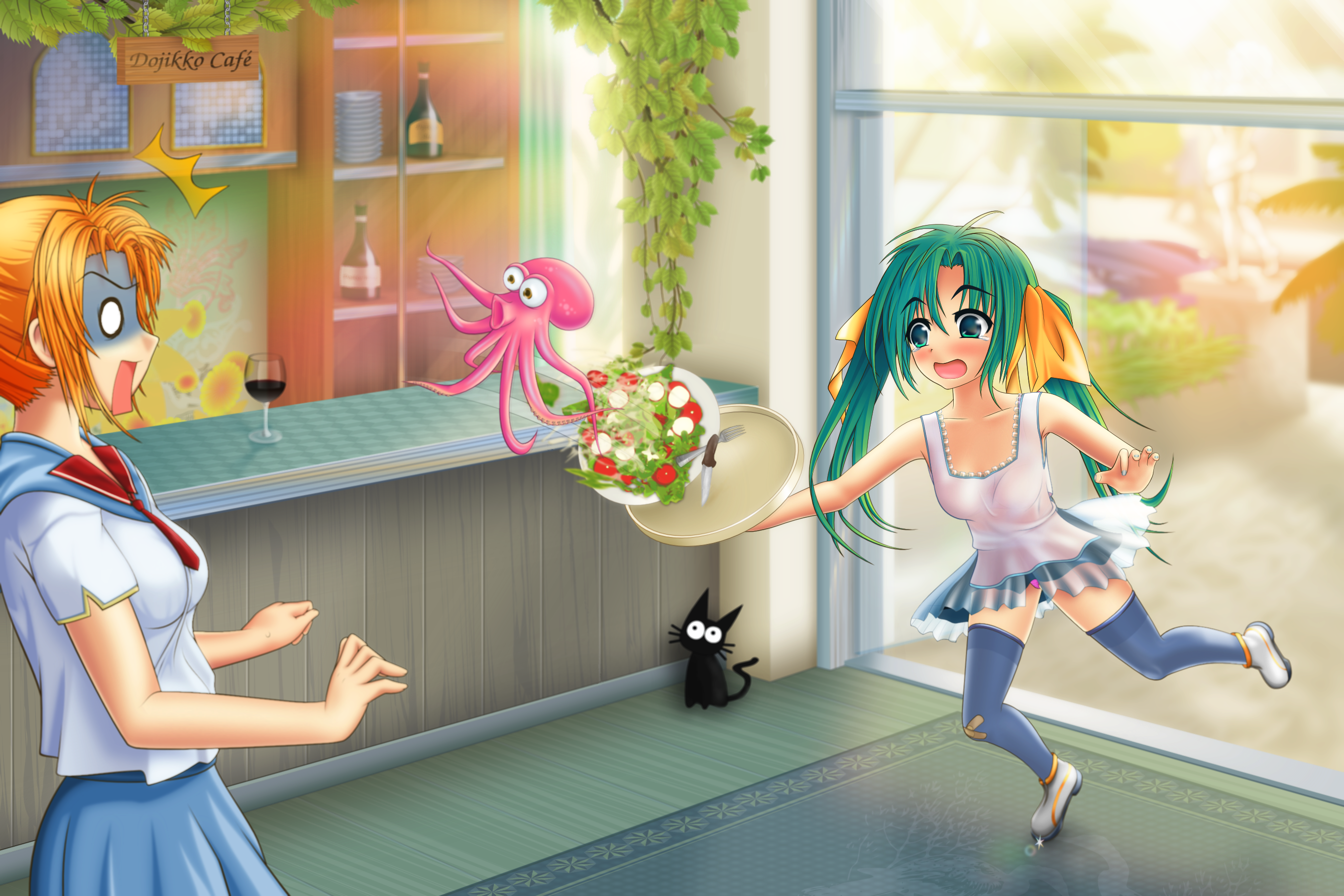
Wideoklipy nightcore często łączą żywą grafikę w stylu anime z szybką muzyką

Nightcore – styl muzyczny polegający na edycji utworu muzycznego poprzez podniesienie tonacji i tempa. Nazwa pochodzi od norweskiego duetu muzycznego „Nightcore”, który wydał zmienione wersje utworów trance i eurodance. Nazwa pochodzi od słów "night" (noc) i "core" (rdzeń). "Night" odnosi się do energii i tempa, które często kojarzą się z nocnym życiem, natomiast "core" oznacza esencję, czyli główny, szybki rytm muzyki.
Od około 2008 roku ludzie zaczęli tworzyć własne piosenki w tym samym stylu i używali terminu nightcore nie w odniesieniu do muzyki tworzonej przez duet, ale do nowego gatunku jako całości. Wraz z rozprzestrzenianiem się tego użycia i zanikaniem wiedzy o oryginalnym duecie, termin ten został ponownie przeanalizowany jako night + -core w tym samym stylu, co inne gatunki muzyczne, takie jak metalcore, rapcore itp. 
Gatunek przekształcił się z niszowego projektu szkolnego w globalny trend, szczególnie na YouTube, gdzie tysiące utworów gromadzą miliony wyświetleń. Gatunek ten jest ściśle związany z kulturą anime i otaku, ponieważ większość remiksów Nightcore na platformach takich jak YouTube posiada wizualizacje inspirowane anime w miniaturach i filmach. 

## Historia

### Początki
Na początku lat 2000 dwójka norweskich nastolatków Thomas Nilsen i Steffen Soderholm (DJ TnT oraz DJ SoS) stworzyła serię przyspieszonych utworów muzycznych na potrzeby projektu szkolnego, które zebrali na płycie zatytułowanej Energized. Początkowo zainspirowani artystami takimi jak Scooter byli zafascynowani energiczną muzyką trance i dance, która była wtedy stosunkowo rzadko spotykana. Szczególnie interesowało ich łączenie podnoszących na duchu bitów z tekstami często opowiadającymi o smutku – kontrast, który stał się znakiem rozpoznawczym Nightcore. Starali się przekształcać melancholijne tematy w radosne doświadczenia, jednocześnie remiksując utwory z ciekawymi bitami, które pasowały do ich gustu.
Ich wyjątkowe podejście do muzyki przyniosło im najwyższe oceny, zachęcając ich do tworzenia kolejnych utworów do własnego użytku. Postrzegali to jako sposób na remiksowanie swoich ulubionych piosenek, dodając do nich bardziej radosny, energiczny klimat. Nie publikowali swojej muzyki online, jedynie rozdali płyty swoim znajomym. Prace Nightcore zaczęły pojawiać się w serwisach takich jak LimeWire w połowie 2003 roku, a YouTube w 2006 roku. Pierwszym utworem nightcore, który pojawił się na YouTube, był „Dam Dadi Doo”. Tylko dwa albumy projektu pojawiły się w Internecie. Jedną z pierwszych osób, które rozpowszechniały ich muzykę, był użytkownik pod pseudonimem Maikel631. Użytkownik ten przesłał na stronę internetową około 30 oryginalnych utworów Nightcore. Ich muzyka ostatecznie trafiła do Internetu, dając początek gatunkowi Nightcore. 
Jednym z kluczowych elementów ewolucji Nightcore jest jego silne powiązanie z wizualizacjami w stylu anime. Chociaż Nilsen i Søderholm pierwotnie używali motywów związanych z kosmitami w swojej estetyce, fani gatunku organicznie przyjęli stylistykę anime jako towarzyszącą muzyce. Ten zwrot pozostaje tajemnicą dla pierwotnych twórców, ale przypuszczają oni, że pasuje on do osobistych interpretacji ich radosnej, niemal „pozaziemskiej” muzyki. Dziś grafiki anime są niemal synonimem gatunku, co przyczynia się do jego wyrazistej tożsamości kulturowej i popularności wśród młodszych odbiorców. 

### Popularność
W 2011 roku pierwszym krokiem gatunku w kierunku jego współczesnej formy było pojawienie się edycji na YouTube utworu zespołu rockowego Evanescence z tagiem Nightcore. Również w tym samym roku utwór „Rockefeller Street” Getter Jaani, został wybrany do reprezentowania Estonii na Konkursie Piosenki Eurowizji 2011. Piosenka stała się internetowym memem po tym, jak wersja nightcore została opublikowana na YouTube przez użytkownika znanego jako Andrea, który był znany jako gracz Osu!. Od tego momentu popularność muzyki wzrosła, a coraz więcej osób stosowało podejście nightcore do gatunków innych niż taneczne, takich jak muzyka pop i hip hop. Następnie scena nightcore przeniosła się do SoundCloud. 

### Lata 20. XXI wieku
Od początku lat dwudziestych XXI wieku Nightcore stał się dominującym trendem na platformie TikTok i efektywnie wpłynął na strategie marketingowe w przemyśle muzycznym. Piosenki takich artystów jak SZA, Steve Lacy, i wielu innych zyskały na popularności dzięki remiksom z podwyższonym tempem i tonacją, co sprawiło, że stały się wiralowe i zdobyły miliony wyświetleń. 

Remiksy stały się kluczowym narzędziem marketingowym, pozwalając starym utworom ponownie zaistnieć na listach przebojów, a nowym piosenkom szybciej zdobywać popularność. Takie wersje utworów pojawiły się naturalnie na TikToku jako część kreatywnych działań użytkowników, którzy przyspieszali swoje ulubione piosenki, aby lepiej pasowały do trendów, takich jak krótkie klipy taneczne czy wyzwania. 
Utwór ,,Bloody Mary” nie pojawił się nawet w Wednesday, ale związek tej piosenki z serialem stał się tak silny dzięki trendowi TikTok, że zwiastun drugiego sezonu Wednesday, wydany 6 stycznia, zawiera przyspieszony remiks „Bloody Mary”. 
Platformy streamingowe, takie jak Spotify i Apple Music, zauważyły wzrost popularności takich utworów i zaczęły dostosowywać swoje algorytmy do promowania tego typu treści. W odpowiedzi na ten trend wytwórnie muzyczne zaczęły oficjalnie wydawać przyspieszone wersje swoich hitów, aby przyciągnąć młodszych odbiorców i zwiększyć ich zaangażowanie. Przykładem są oficjalne „speed-up” wersje utworów, które osiągnęły wysokie pozycje na listach przebojów.